# Stephan (Schiff)
Die Stephan war ein 1902 für die Norddeutschen Seekabelwerke gebauter Kabelleger.

## Technische Daten
Die Stephan wurde von Johann Schütte entworfen. Sie besaß fünf Decks sowie acht bis zum Spardeck reichende Schotten. Die Stephan war ausgestattet mit vier Kabeltanks, je zwei vor und je zwei hinter dem Deckshaus, mit Durchmessern von 11 bis 13 m und rund 6 m Tiefe, deren mittiger Konus als Trinkwassertank diente. Die Stephan hatte zur Kabelverlegung eine Doppel-Duplex-Maschine vorne und eine Bugrolle mit 1,2 m Durchmesser, mit denen die Kabel aufgenommen wurden. Von hier lief die Kabelführung an der Backbordseite, vorbei an den Kabeltanks zur achteren Kabelmaschine zum Auslegen. Die Kabelmaschinen, Seilrollen, Heckscheiben, zwei Dynamometer vorne und ein Dynamometer achtern wurden von Achgelis in Bremerhaven hergestellt.

## Geschichte
Das Schiff wurde 1902 beim Stettiner Vulkan gebaut. Der Stapellauf fand im Dezember 1902 statt. Das Schiff wurde am 1. März 1903 in Betrieb genommen. Namensgeber des Schiffes war der Generalpostmeister des Reichspostamtes, Heinrich von Stephan. Nach dem Ersten Weltkrieg wurde das Schiff von den USA übernommen, 1922 an die britische Telegraph Construction and Maintenance Company verkauft und im Jahr 1926 verschrottet.
Im Besitz der Norddeutschen Seekabelwerke wurden von der Stephan folgende Kabel verlegt:
- 1903: Emden – Azoren
- 1904: Azoren – New York, USA
- 1905: Manado, Niederländisch Ostindien – Yap – Guam – Shanghai
- 1906: Cuxhaven – Arendal, Norwegen
- 1907: Møn, Dänemark – Liepāja & Petersburg, Russland
- 1908: Triest – Pola – Sebenike
- 1910: Triest – Pola – Split
- 1910–11: Französisch-Guinea – Liberia – Elfenbeinküste
- 1913: Mundesley, England – Norderney
- 1913: Balboa – San Elena
- 1913: Balikpapan – Soerabaja, Niederländisch Ostindien
- 1913: Kema – Ternato, Niederländisch Ostindien